# 郭嘉進
郭 嘉進（クウォック・カ・チォン、繁体字中国語: 郭嘉進、中国語ラテン翻字: Kwok Ka Chun、1985年10月22日 – ）は、香港の男子ラグビーユニオン選手。7人制ラグビー男子香港代表メンバー。本職は消防士。

## 経歴
2010年11月、広州アジア競技大会のラグビー競技に香港代表として出場し、銀メダルを獲得。
2014年9月、仁川アジア競技大会の7人制ラグビー競技に香港代表として出場し、銀メダルを獲得。

## 栄誉
香港特区政府嘉奨
行政長官社区服務奨状（2011年）